# Tatosoma alta
Tatosoma alta là một loài bướm đêm trong họ Geometridae.